# Reddi
Реди (често стилизован великим словима REDDI) је данско-шведски женски поп-рок бенд. Бенд је представљао Данску на Песми Евровизије 2022. године.

## Чланови
- Матилде „Сиги” Савери (Данска) - вокал, клавир и гитара
- Агнес Рослунд (Шведска) – гитара
- Ида Бергквист (Шведска) – бас
- Ихан Хаидар (Данска) – бубњеви

## Дискографија

### Синглови
| Година | Назив      |
| ------ | ---------- |
| 2022   | "The Show" |